# La vita dopo i figli
La vita dopo i figli (Otherhood) è un film del 2019 diretto da Cindy Chupack. 
Commedia statunitense presentata in anteprima mondiale al 51Fest il 21 luglio 2019 e distribuita da Netflix il 2 agosto.

## Trama
Nel giorno della festa della mamma 3 amiche, vicine e madri si incontrano per parlare delle loro vite e per lamentarsi dei loro figli così distanti da loro nonostante quell'importante giornata. Tra recriminazioni e autocompatimento Helen decide improvvisamente, sulla base di quella ricorrenza, di partire con Gillian e Carol dalla piccola cittadina nella quale vivono per andare nella grande metropoli dove si sono stabiliti i loro tre figli per rinverdire i loro rapporti. Questo importante viaggio sconvolgerà sia le vite dei figli che le loro, portando nuove prospettive e a una maggior autoconsapevolezza.

## Produzione
La riprese principali sono incominciate l'11 giugno 2018 a New York.

## Distribuzione
Dopo la sua anteprima mondiale del 21 luglio 2019 al 51Fest il film doveva essere inizialmente distribuito a partire dal 26 aprile 2019 tuttavia, a causa del coinvolgimento di Felicity Huffman in uno scandalo per corruzione in delle ammissioni al college la data di uscita venne posticipata al 2 agosto 2019.

## Accoglienza

### Critica
Sull'aggregatore di recensioni Rotten Tomatoes il film ha ottenuto una giudizio medio positivo del 29%, basato su un totale di 14 recensioni, con una media voto di 3.83/10. Su Metacritic l'opera ha ottenuto punteggio medio di 37/100 su una basa di 5 critici.